# 6976 Kanatsu
A 6976 Kanatsu (ideiglenes jelöléssel 1993 KD2) a Naprendszer kisbolygóövében található aszteroida. Satoru Otomo fedezte fel 1993. május 23-án.